# 37.º governo republicano (Portugal)
O 37.º governo da Primeira República Portuguesa nomeado a 7 de dezembro de 1922 e exonerado a 15 de novembro de 1923, foi o terceiro governo consecutivo liderado por António Maria da Silva.
A sua constituição era a seguinte:
| Cargo                               | Detentor | Detentor                                        | Período                                        |
| ----------------------------------- | -------- | ----------------------------------------------- | ---------------------------------------------- |
| Presidente do Ministério            |          | António Maria da Silva (1872–1950)              | 7 de dezembro de 1922 a 15 de novembro de 1923 |
| Ministro do Interior                |          | António Maria da Silva (1872–1950)              | 7 de dezembro de 1922 a 15 de novembro de 1923 |
| Ministro da Justiça e dos Cultos    |          | António Abranches Ferrão (1883–1932)            | 7 de dezembro de 1922 a 15 de novembro de 1923 |
| Ministro das Finanças               |          | Vitorino Guimarães (1876–1957)                  | 7 de dezembro de 1922 a 13 de agosto de 1923   |
| Ministro das Finanças               |          | Francisco Velhinho Correia (1882–1943)          | 13 de agosto de 1923 a 24 de outubro de 1923   |
| Ministro das Finanças               |          | António Abranches Ferrão (interino) (1883–1932) | 17 de agosto de 1923 a 20 de agosto de 1923    |
| Ministro das Finanças               |          | João Vaz Guedes (interino) (1871–1926)          | 24 de outubro de 1923 a 15 de novembro de 1923 |
| Ministro da Guerra                  |          | Fernando Freiria (1877–1955)                    | 7 de dezembro de 1922 a 21 de julho de 1923    |
| Ministro da Guerra                  |          | António Maria da Silva (interino) (1872–1950)   | 21 de julho de 1923 a 15 de novembro de 1923   |
| Ministro da Marinha                 |          | Vítor Hugo de Azevedo Coutinho (1871–1955)      | 7 de dezembro de 1922 a 6 de julho de 1923     |
| Ministro da Marinha                 |          | Abel Fontoura da Costa (interino) (1869–1940)   | 6 de julho de 1923 a 13 de agosto de 1923      |
| Ministro da Marinha                 |          | Abel Fontoura da Costa (1869–1940)              | 13 de agosto de 1923 a 15 de novembro de 1923  |
| Ministro dos Negócios Estrangeiros  |          | Domingos Pereira (1882–1956)                    | 7 de dezembro de 1922 a 15 de novembro de 1923 |
| Ministro do Comércio e Comunicações |          | Fernando Brederode (1867–1939)                  | 7 de dezembro de 1922 a 9 de janeiro de 1923   |
| Ministro do Comércio e Comunicações |          | João Vaz Guedes (1871–1926)                     | 9 de janeiro de 1923 a 15 de novembro de 1923  |
| Ministro das Colónias               |          | Alfredo Rodrigues Gaspar (1865–1938)            | 7 de dezembro de 1922 a 15 de novembro de 1923 |
| Ministro da Instrução Pública       |          | Leonardo Coimbra (1883–1936)                    | 7 de dezembro de 1922 a 9 de janeiro de 1923   |
| Ministro da Instrução Pública       |          | João Camoesas (1887–1951)                       | 9 de janeiro de 1923 a 15 de novembro de 1923  |
| Ministro da Instrução Pública       |          | António Maria da Silva (interino) (1872–1950)   | 23 de junho de 1923 a 2 de julho de 1923       |
| Ministro do Trabalho                |          | Leonardo Coimbra (interino) (1883–1936)         | 7 de dezembro de 1922 a 9 de janeiro de 1923   |
| Ministro do Trabalho                |          | Alberto Rocha Saraiva (1886–1946)               | 9 de janeiro de 1923 a 15 de novembro de 1923  |
| Ministro da Agricultura             |          | António Maria da Silva (interino) (1872–1950)   | 7 de dezembro de 1922 a 9 de janeiro de 1923   |
| Ministro da Agricultura             |          | Abel Fontoura da Costa (1869–1940)              | 9 de janeiro de 1923 a 13 de agosto de 1923    |
| Ministro da Agricultura             |          | João Vaz Guedes (interino) (1871–1926)          | 30 de abril de 1923 a 8 de maio de 1923        |
| Ministro da Agricultura             |          | Joaquim Ribeiro (1882–1953)                     | 13 de agosto de 1923 a 15 de novembro de 1923  |